# Châtenoy-en-Bresse
 Châtenoy-en-Bresse  es una población y comuna francesa, en la región de Borgoña, departamento de Saona y Loira, en el distrito de Chalon-sur-Saône y cantón de Chalon-sur-Saône-Sud.

## Demografía
| 376 | 437 | 557 | 605 | 686 | 821 |
| Para los censos de 1962 a 1999 la población legal corresponde a la población sin duplicidades (Fuente: INSEE [Consultar]) |     |     |     |     |     |